# Hans Polster
Hans Carl Einar Polster, född 4 december 1931 i Västra Vram i Skåne, död 10 oktober 2019 i Helsingborg, var en svensk skådespelare, regissör och manusförfattare.

## Biografi
Polster var verksam inom teater och film, inte minst på Helsingborgs stadsteater, sedan 1970-talet. Han medverkade bland annat i TV-serien Hem till byn i fyra säsonger 1973 och 1999–2006. Han var bror till Gunnel Swedner och var med och startade den fria teatergruppen Teater Theatron. 
År 1973–1975 fungerade Polster som chef för Åbo Svenska Teater, Finlands äldsta teater. 
År 2007 erhöll han utmärkelsen Helsingborgsmedaljen och 2009 Helsingborgs Dagblads kulturpris för sitt arbete, inte minst med den av honom startade Stumpen-ensemblen i Helsingborg.

## Stumpen-ensemblen
År 2000 tog han, i samband med en konferens om hemlöshetsproblematiken, initiativet till att starta det uppmärksammade teaterarbetet med Stumpen-ensemblen i Helsingborg, en ensemble med blandning av utslagna/hemlösa, andra amatörer och professionella teatermänniskor. Dess namn kommer av den första uppsättningen, Stumpen - en uteliggares äventyr (2000), en dramatisering av författaren P.C. Jersilds novell Stumpen (även filmatiserad tidigare, 1975). Arbetet gav mersmak, och sedan dess har ensemblen fortsatt att framträda på Helsingborgs stadsteater, Dunkers kulturhus med flera scener och på turné och gästspel med Polster som dess ledare. 
År 2010 hade man urpremiär på en specialskriven pjäs av Henning Mankell, Tyckte jag hörde hundar. Man har också i samarbeten gjort stora musikteaterproduktioner som Tiggaroperan (2004) och Mannen från La Mancha (2008) med olika kända gästaktörer, såsom t.ex. sångaren Nic Schröder.
År 2008 gjordes filmen Stumpen - teater på liv och död i regi av Robert Lillhonga om Stumpen-ensemblens speciella arbete; den hade premiär på Göteborgs filmfestival samma år.
Hans Polster är begravd vid Krematoriet i Helsingborg.

## Filmografi
- 1954 – Tre flugor i en smäll[8]
- 1956 – Krut och kärlek
- 1972 – Rävspel (TV-serie)
- 1973 – Hem till byn (TV-serie) (andra säsongen)
- 1973 – Bröd för dagen (TV-serie)
- 1977 – Jakten på Janne (TV-serie)
- 1989 – Flickan vid stenbänken (TV-serie)
- 1993 – Macklean (TV-serie)
- 1995 – Hundarna i Riga
- 1999–2006 – Hem till byn (TV-serie) (sjätte–åttonde säsongen)
- 2003 – Jag är Roger
- 2007 - Hata Göteborg

### Filmmanus
- 1970 – Se kvinder

## Teater

### Roller (ej komplett)
| År   | Roll           | Produktion                                                                        | Regi                | Teater                   |
| ---- | -------------- | --------------------------------------------------------------------------------- | ------------------- | ------------------------ |
| 1956 |                | Trojanska kriget blir inte av (La Guèrre de Troie n'aura pas lieu) Jean Giraudoux | Lars-Levi Læstadius | Malmö stadsteater        |
| 1957 | Gammelhäxan    | Peer Gynt Henrik Ibsen                                                            | Ingmar Bergman      | Malmö stadsteater        |
| 1958 |                | Månfåglarna (Les oiseaux de lune) Marcel Aymé                                     | Yngve Nordwall      | Malmö stadsteater        |
| 1958 |                | Sagan Hjalmar Bergman                                                             | Ingmar Bergman      | Malmö stadsteater        |
| 1961 | Gunnar Manns   | Strömkarlen Björn-Erik Höijer                                                     | Lars-Erik Liedholm  | Wasa Teater              |
| 1995 | Patron Vicenzo | Gruffet i Chiozza (Le baruffe chiozzotte) Carlo Goldoni                           | Jörgen Düberg       | Helsingborgs stadsteater |
| 2001 | Scanlon        | Gökboet (One Flew Over the Cuckoo's Nest) Dale Wasserman                          | Göran Stangertz     | Helsingborgs stadsteater |

### Regi (ej komplett)
| År   | Produktion | Upphovsmän                                                        | Teater                   |
| ---- | --- | ----------------------------------------------------------------- | ------------------------ |
| 1974 | Victor: När barnen tar makten Victor, ou, Les Enfants au pouvoir                                                                 | Roger Vitrac Översättning Lennart Lagerwall                       | Helsingborgs stadsteater |
| 1975 | Hemma igen | Runar Schildt Dramatisering Johan Bargum                          | Helsingborgs stadsteater |
| 1976 | Dödsdansen | August Strindberg                                                 | Helsingborgs stadsteater |
| 1976 | Pariserliv La Vie parisienne | Jacques Offenbach, Henri Meilhac och Ludovic Halévy               | Helsingborgs stadsteater |
| 1977 | Chez nous | Anders Ehnmark och Per Olov Enquist                               | Helsingborgs stadsteater |
| 1977 | Tolvskillingsoperan Die Dreigroschenoper                                                                                         | Bertolt Brecht och Kurt Weill Översättning Ebbe Linde             | Helsingborgs stadsteater |
| 1978 | Tre systrar Три сeстры, Tri sestry                                                                                               | Anton Tjechov Översättning Astrid Baecklund och Herbert Grevenius | Helsingborgs stadsteater |
| 1979 | Vi betalar inte, vi betalar inte Non si paga! non si paga!                                                                       | Dario Fo Översättning Anna och Carlo Barsotti                     | Helsingborgs stadsteater |
| 1980 | Prins Sorgfri | Per Lysander och Suzanne Osten                                    | Helsingborgs stadsteater |
| 1980 | Wärdshuset Haren och Vråken | Lars Forssell                                                     | Helsingborgs stadsteater |
| 1980 | Kungsfiskaren The Kingfisher | William Douglas-Home Översättning Pelle Fritz-Crone               | Helsingborgs stadsteater |
| 1981 | Inget går upp mot mammas gräs La marijuana della mamma è la più bella                                                            | Dario Fo Översättning Anna och Carlo Barsotti                     | Helsingborgs stadsteater |
| 1982 | En fredsönskan: en litterär kabaré om Brechts liv                                                                                | Bertolt Brecht                                                    | Helsingborgs stadsteater |
| 1982 | Svejk i Andra världskriget Schweyk im zweiten Weltkrieg                                                                          | Bertolt Brecht Översättning Gunnar Wersén                         | Helsingborgs stadsteater |
| 1982 | Varken fågel eller fisk Nicht Fisch nicht Fleisch                                                                                | Franz Xaver Kroetz Översättning Ulla Olsson och Herbert Grevenius | Helsingborgs stadsteater |
| 1983 | Den girige L'Avare | Molière Översättning Ulf Gran                                     | Helsingborgs stadsteater |
| 1983 | Don Juan Dom Juan ou Le Festin de pierre                                                                                         | Molière Översättning Ulf Gran                                     | Helsingborgs stadsteater |
| 1984 | Lulu | Frank Wedekind Översättning Evan Storm                            | Helsingborgs stadsteater |
| 1985 | Figaros bröllop La Folle Journée, ou Le Mariage de Figaro                                                                        | Pierre de Beaumarchais Översättning Ulf Gran                      | Helsingborgs stadsteater |
| 1986 | Ett nät av lögner Pack of Lies                                                                                                   | Hugh Whitemore                                                    | Helsingborgs stadsteater |
| 1986 | De båda sömngångarna eller Det nödvändiga och det överflödiga Die beiden Nachtwandlern, oder das Notwendige und das Überflüssige | Johann Nestroy Översättning Britt G. Hallqvist och Ulf Gran       | Helsingborgs stadsteater |
| 1987 | Några överlever torkan A Lesson from Aloes                                                                                       | Athol Fugard Översättning Anita Blom                              | Helsingborgs stadsteater |
| 1987 | Tjejen i aspen | Staffan Göthe                                                     | Helsingborgs stadsteater |
| 1988 | Straffmyndig Strafmündig | Gert Heidenreich Översättning Frederik Sjögren                    | Helsingborgs stadsteater |
| 1989 | Sagan om den sönderslitna dockan El circulito de tiza o Historia de una muñeca abandonada                                        | Alfonso Sastre Översättning Francisco J. Uriz och Ingvar Boman    | Helsingborgs stadsteater |
| 1989 | Robespierre | Rudolf Värnlund                                                   | Helsingborgs stadsteater |
| 1990 | Jacques och hans husbonde Jakub a jeho pán                                                                                       | Milan Kundera Översättning Göran O. Eriksson                      | Helsingborgs stadsteater |
| 1990 | Pedro och kaptenen Pedro y el capitán                                                                                            | Mario Benedetti Översättning Jens Nordenhök                       | Helsingborgs stadsteater |
| 1990 | Och ge oss skuggorna | Lars Norén                                                        | Helsingborgs stadsteater |
| 1992 | Hustruskolan L'école des femmes                                                                                                  | Molière Översättning Lars Forssell                                | Helsingborgs stadsteater |
| 1992 | Lucifers barn Lucifer's Child | William Luce Översättning Håkan Lindhé                            | Helsingborgs stadsteater |
| 1993 | I väntan på Godot En attendant Godot                                                                                             | Samuel Beckett Översättning Lill-Inger och Göran O. Eriksson      | Helsingborgs stadsteater |

### Produktioner Stumpen-ensemblen
- Stumpen - en uteliggares äventyr, 2000
- Talismanen, 2001
- Midvinterljus i hemlösas hus, 2003
- Tiggaroperan, 2004
- Ingeborg Holm, 2005-2008
- Högsta vinsten, 2006
- Mannen från La Mancha, 2008-2009
- Krapps sista band, 2009
- Tyckte jag hörde hundar, 2010 (urpremiär, av Henning Mankell)